# Фригофобија
Фригофобија је фобија која се односи на страх од хладноће. Људи који пате од ове фобије умотавају се у тешку одећу и ћебад, без обзира на температуру ваздуха око њих. Овај поремећај повезан је и са другим психолошким поремећајима, као што су хипохондрија и опсесивно-компулзивни поремећај. У истраживању из 1975. године међу Кинезима на Тајвану, забележено је да фригофобија можда може да буде повезана са коро. Код мушкараца овај поремећај узрокује осећај да ће се њихов пенис увући у тело због недостатка "мушког елемента" (или јанга), мушка фригофобија повезује хладноћу са превеликом количином "женског елемента" (или јина).

## Дефиниција
Фригофобија се дефинише као непресталан, ненормалан и нежељен страх од хладноће упркос свесном разумевању од стране фобичне особе и уверавању других да не постоји опасност. Позната је и као хемафобија или хематофобија.

## Кина
У Кини, фригофобија је позната као Веј Хан Џенг (畏寒症). Са становишта традиционалних кинеских веровања, поремећај је под великим утицајем неравнотеже јина (женског елемента) и јанга (мушког елемента). Кинеска традиционална уверења такође тврде да су заспослене жене посебно подложне фригофобији, што је изазвано комбинацијом стреса, менопаузе, трудноће и других поремећаја као што је анемија. Током зиме, ове жене ће вероватно доживети хладноћу у екстремитетима и болове у леђима изазване поремећајем.
Верује се да се поремећај може лечити дијетом како би се поново уравнотежили јин и јанг. Уобичајени дијететски третман:
- пилећа супа
- сок од репице, помешан са соком од ђумбира и медом, три пута дневно
- црвени чај са соком од ђумбира и шећером, два пута дневно
- храна која садржи квасац (нпр. хлеб)
- зачини (ђумбир, чили паприка)
- сирће разређено у води.

Такође се верује да ће дијететски третман бити ефикаснији ако се комбинује са акупунктурним рутинама.
Истраживање случаја 45-годишње сингапурске домаћице са фригофобијом донело је закључак да је фригофобија блиско повезана и снажно под утицајем културних веровања. Уопштено говорећи, у терапији, третмани би се састојали од употребе малих доза анксиолитика и антидепресива и психолошких интервенција. Али обично када су азијске жене обавештене о болести, примењују разне мере за опоравак. То укључује повлачење са посла, избегавање излагања хладном ваздуху и ветру, а што је најважније, започињу дијете. Било би веома важно узети у обзир пацијентова културолошка уверења о "болести" у поређењу са веровањем терапеута о болести, а затим наћи компромис за лечење.